# Marion Sicot
Marion Sicot, née le 24 juin 1992 à Orléans, est une coureuse cycliste française.

## Biographie
Marion Sicot naît le 24 juin 1992 à Orléans (Loiret) et grandit à Saint-Martin-d'Abbat.
Elle fait ses débuts à Châteauneuf-sur-Loire (Loiret), au Vélo-Club Castelneuvien.
En 2016, elle prend en charge la section sport-étude cycliste du lycée Pasteur de Le Blanc (Indre).

## Affaires judiciaires

### Dopage
En juin 2019, alors entraînée par Franck Alaphilippe (cousin et entraineur du double champion du monde Julian Alaphilippe), Marion Sicot subit un résultat d'analyse anormal à l'EPO lors des championnats de France, où elle termine neuvième de la course en ligne et dixième du contre-la-montre. Elle conteste le résultat, qui serait selon elle dû à ses règles et demande l'analyse de l'échantillon B. Le 1er octobre, l'analyse de l'échantillon B confirme la présence d'EPO.
En mars 2020, lors d'une interview accordée à l'émission télévisée Stade 2 sur France 3, elle reconnaît s'être dopée en achetant de l'EPO sur internet.
Le 16 décembre 2020, Sicot écope d'une suspension de deux ans pour dopage, par la Commission des sanctions de l'AFLD, à compter du 18 juillet 2019 et est interdite de course jusqu'en juillet 2021. Par ailleurs, la Commission avait requis quatre années mais a réduit la peine à son encontre, en raison de sa plainte déposée pour harcèlement sexuel (voir ci-dessous).
En mars 2022, à la suite de l'appel interjeté par l'AFLD, le Conseil d'État n'a pas retenu de « circonstance particulière » justifiant de réduire la peine et a en conséquence suspendu la cycliste pour une durée de quatre ans, jusqu'en mars 2024.
Marion Sicot est convoquée le 20 novembre 2024 au tribunal de Montargis (Loiret) pour détention et importation de substances dopantes, en compagnie de deux personnes dont un médecin. À l'issue de l'audience, le procureur a requis un an de prison avec sursis pour l'ex-cycliste et dix-huit mois avec sursis à l'encontre de ses deux complices. Le jugement est rendu le 22 janvier 2025 : elle est condamnée à 10 mois de prison avec sursis et 5 000 euros d'amende.

### Allégation de harcèlement sexuel
Le 23 juillet 2020, le procureur de la République de Montargis annonce qu'une plainte est déposée en mai par Marion Sicot, accusant son manager belge, Marc Bracke, de harcèlement sexuel et qu'une enquête est ouverte afin de faire toute la lumière sur les faits qui se sont produits. Elle affirme avoir été tenue à l'écart parce qu'elle avait décidé, au printemps 2019, d'arrêter d'envoyer à Bracke des photos d'elle en sous-vêtements, comme il le lui avait demandé plusieurs fois depuis octobre 2018, au motif de vouloir contrôler son poids ainsi que sa condition physique.
En prononçant la suspension de Sicot pour dopage, l'AFLD dit que Bracke « a imposé [...] de façon répétée un comportement humiliant à connotation sexuelle et qui n'avait à l'évidence aucune justification sportive » et qu'il « s'est livré à un harcèlement sexuel d'autant plus inadmissible qu'il connaissait la précarité de la situation de la jeune femme et ne pouvait ignorer l'emprise qu'il exerçait sur elle du fait de ses fonctions de dirigeant ».
Fin juin 2021, Bracke est suspendu de toute fonction dans le cyclisme, avec effet immédiat, pour trois années par la commission de discipline de l'Union cycliste internationale. Cette sanction est assortie d'une obligation, pour le dirigeant belge, de suivre un programme de sensibilisation au harcèlement, dispensé par un établissement professionnel reconnu.
En août 2022, le procureur de la République de Montargis, Loïc Abrial, classe l'affaire sans suite « pour infraction insuffisamment caractérisée. [...] Il n'y a pas d'intention de harcèlement sexuel de la part de Marc Bracke ». Bracke a de son côté porté plainte pour diffamation. Il met fin à ses jours la semaine précédant le jugement de l'affaire par le tribunal de Montargis, mettant un terme aux poursuites.

## Palmarès sur route

### Par année
- 2013
  - 3e de la Chapelle-Janson
- 2014
  - Grand Prix Fémin'Ain (cdf)
  - Coupe de France espoirs
  - 2e de la coupe de France
  - 2e de La Mérignacaise
  - 3e du GP Chambéry
  - 3e du Prix de la Ville du Mont Pujols (cdf)
- 2015
  - 3e étape du Tour de Charente-Maritime féminin
  - 2e de la coupe de France
  - 2e du Grand Prix Fémin'Ain (cdf)
- 2016
  - Duo Normand
  - 2e du Tour de Haute Saintonge (cdf)
- 2017
  - Grand Prix Fémin'Ain (cdf)
  - 3e de la coupe de France
- 2018
  - 2e du Grand Prix Fémin'Ain d'Izernore (cdf)
- 2019
  - 3e du Grand Prix Trévé-Le Ménec-Loudéac

### Classements mondiaux
| Année                                 | 2013 | 2014 | 2015 | 2016 | 2017 | 2018 | 2019 |
| ------------------------------------- | ---- | ---- | ---- | ---- | ---- | ---- | ---- |
| Classement UCI                        | 400e | 518e | 218e | 418e | 432e | 660e | 750e |
| UCI World Tour                        |      |      |      | nc   | nc   | 229e | 246e |
|                                       |      |      |      |      |      |      |      |
| Légende : nc = non classéSource : UCI |      |      |      |      |      |      |      |

## Palmarès en triathlon

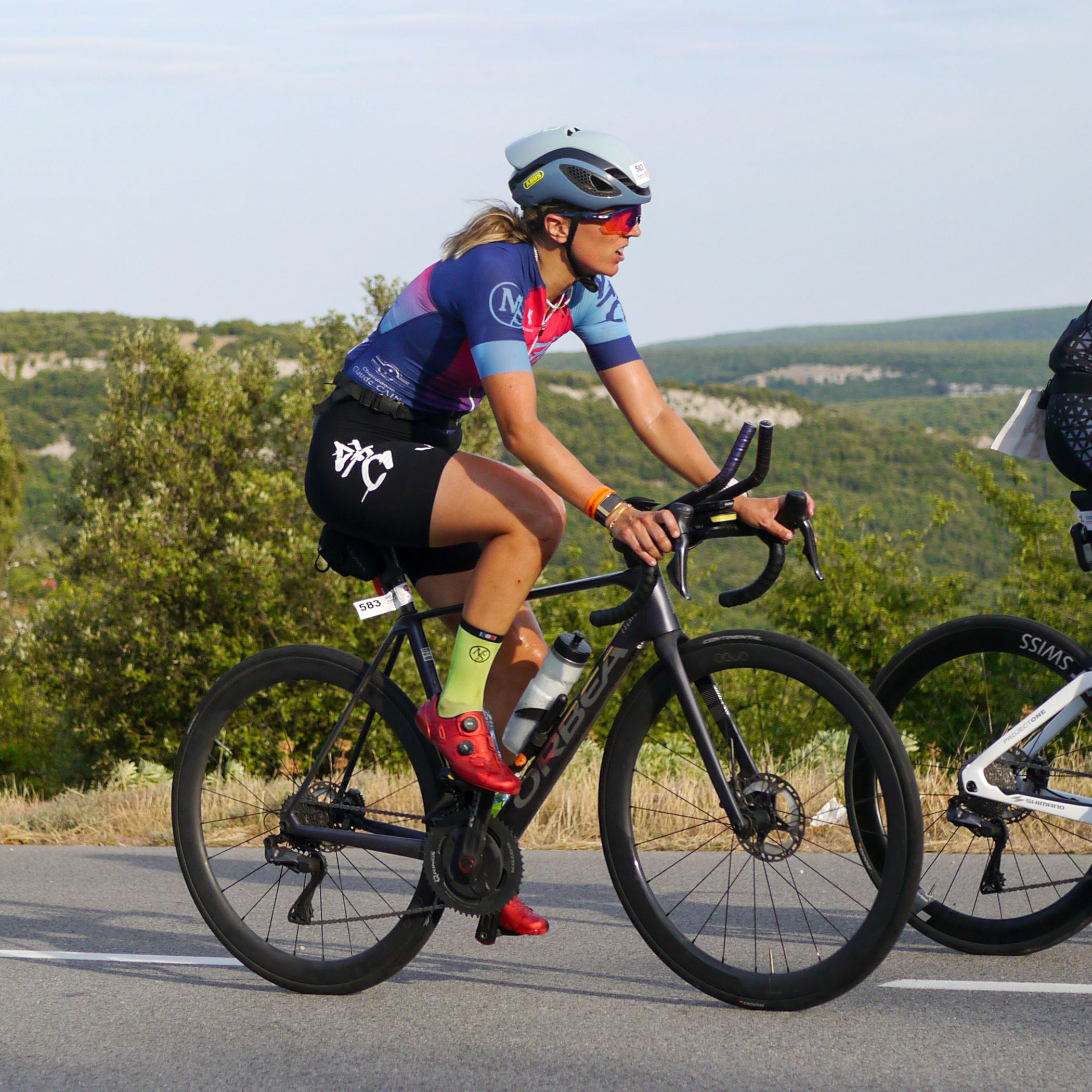
Marion Sicot lors du triathlon des Gorges de l'Ardèche, le 5 juillet 2025.

Le tableau présente les résultats les plus significatifs (podium) obtenus sur le circuit international de triathlon depuis 2021.
| Année | Compétition                                        | Pays   | Position          | Temps            |
| ----- | -------------------------------------------------- | ------ | ----------------- | ---------------- |
| 2024  | Cannes International Triathlon                     | France | Médaille d'or     | 5 h 7 min 52 s   |
| 2021  | Embrunman                                          | France | Médaille d'argent | 11 h 44 min 46 s |
| 2021  | Championnats de France de duathlon longue distance | France | Médaille d'argent | 2 h 53 min 37 s  |